# San Salvador de Valdediós

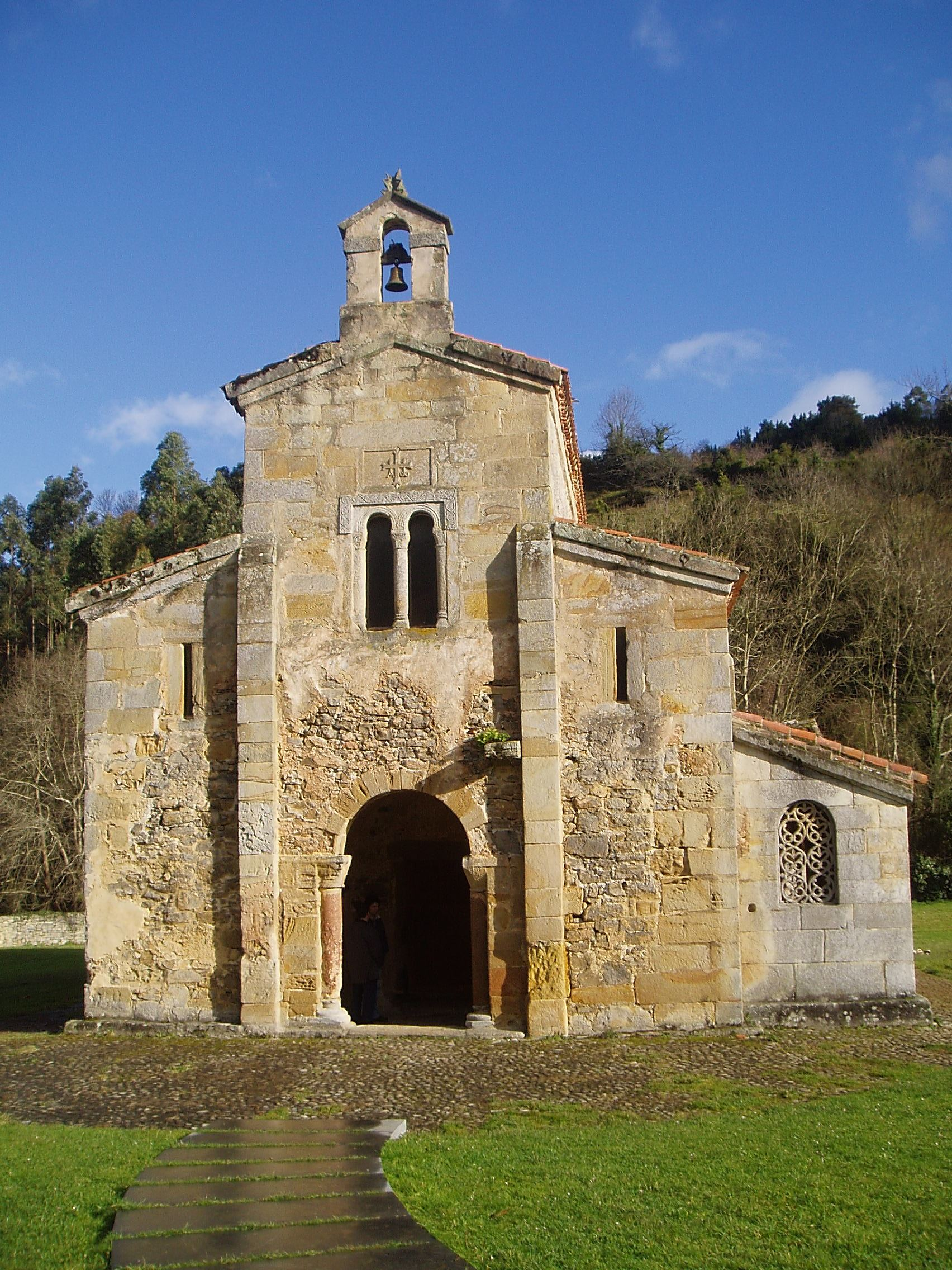
Façana occidental

L'església de San Salvador de Valdediós, coneguda popularment com «el Conventín», s'alça a la vall de Valdediós, en el terme municipal de Villaviciosa (Astúries), al costat del Monestir de Santa María de Valdediós. És un monument representatiu de l'arquitectura asturiana posramirense que anuncia ja l'estil romànic.
No hi ha certesa sobre quan es va erigir aquesta església la construcció de la qual s'atribueix d'ordinari al rei Alfons III d'Astúries, encara que bé pogués ser que a aquest monarca solament es degués la galeria porticada adossada al temple tardanament i alguns detalls ornamentals. Del que no hi ha dubte és de la data de la consagració efectuada sota el seu regnat i que va quedar gravada en una làpida de marbre on s'afirma que va succeir «SUB ERA DCCCCXXX», és a dir, l'any 930 de l'era augusta, equivalent a l'any 892 de la nostra era cristiana. De la solemnitat de l'acte dona prova el fet que assistissin, segons aquesta mateixa inscripció lapidària, els bisbes Rossend I de Mondoñedo, Nausto de Coïmbra, Sisenando d'Iria, Ranulfo d'Astorga, Argimiro de Lamego, Recaredo de Lugo i Eleca de Saragossa.
Les tres naus es cobreixen amb voltas de canó que carreguen sobre els murs exteriors amb contraforts i sobre les dues arcuacions que separen longitudinalment les naus. Estan formades aquestes arcuacions per arcs de mig punt suportats per massissos pilars de secció quadrada. El pòrtic lateral també posseeix volta de canó, però en aquest cas reforçada per arcs faixons. Els absis són també voltats a una alçada inferior a la de la nau respectiva.
A l'exterior es reflecteix l'ordre compositiu de l'edificació: la nau central sobresortint en alçada sobre les laterals; els contraforts ben marcats al mur nord i a la façana occidental separant les naus; el perllongament de la capçalera de la nau principal sobre les contigües; el campanar de cadireta acabat en un merlet d'estil califal; les obertures d'accés al nàrtex i al pòrtic lateral, tots dos sota arc de mig punt; i el gran nombre de finestres per proporcionar una adequada il·luminació a totes les estances: n'hi ha de simple espitllera, senzilles d'un sol arc, geminades d'arcs visigòtics emmarcats per un arrabà, amb gelosia d'aprimorada traceria, i una finestra de triple arc a l'absis central.